# Kostel Neposkvrněného početí Panny Marie (Horní Řasnice)
Kostel Neposkvrněného početí Panny Marie je sakrální stavba v Horní Řasnici, což je obec na severu České republiky, ve Frýdlantském výběžku Libereckého kraje. Ač je vesnice prvně písemně zmiňována v urbáři Frýdlantského panství již roku 1381, filiální kostel je zde zmiňován až o více než sto let později, roku 1495, a to v matrice Míšeňského biskupství. Stavba je zařazena mezi nemovité kulturní památky České republiky.

## Poloha

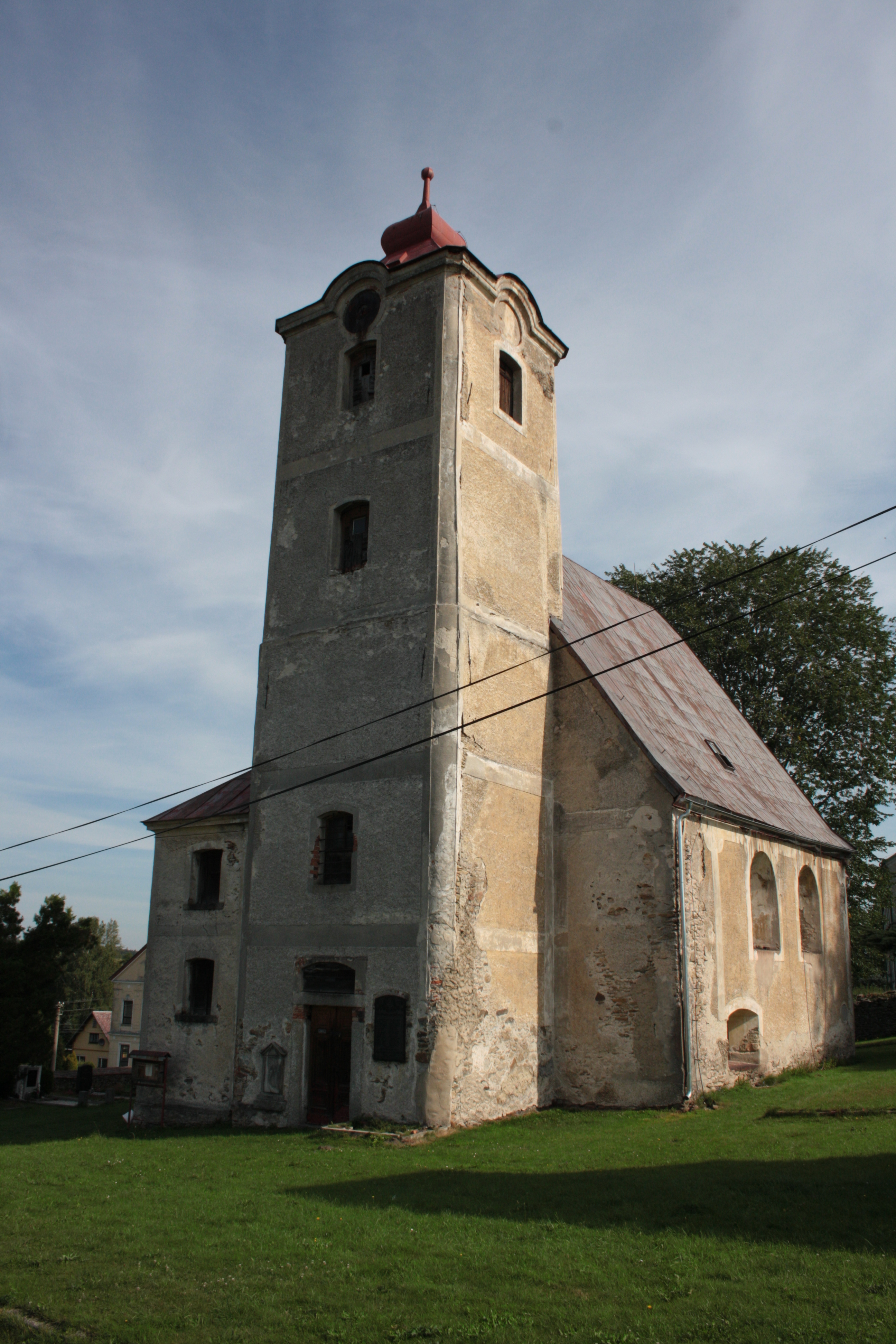
Průčelí kostela v Horní Řasnici

Objekt kostela stojí na levé hraně údolí místního vodního toku Řasnice v nadmořské výšce 390 m n. m. Zvláštností stavby je, že jako jediný kostel ve Frýdlantském výběžku není orientovaný, ale jeho presbytář je otočen o 45 stupňů severně, tedy k severovýchodu, a pokračuje tak rovnoběžně se směrem vesnice.
Vlastní kostel je obehnán kamennou zdí, kolem které jsou na její vnitřní straně umístěny hroby. Jižně od kostela přímo ve zdi stojí přízemní objekt márnice, jež je spolu se zdí také evidována jako kulturní památka.

## Historie stavby
Původní kostel byl pravděpodobně zbudován se založením vesnice. Během druhé polovině 15. století nebo na počátku století šestnáctého prošel přestavbou, během níž se na zvonici kostela zavěsily dva nové zvony. Roku 1683 vysvětil Jan Ignác Dlouhoveský z Dlouhé Vsi nový hlavní oltář kostela. Další stavební úpravy proběhly až v 19. století, kdy roku 1862 vlivem trhlin v klenbě proběhlo položení nového nového rákosového stropu. Při opravách došlo též na rekonstrukci empory (galerie) a k instalaci nové kazatelny. I v následujících letech probíhaly další úpravy – například roku 1887 získala věž novou střechu a roku 1911 získal kostel nové omítky a byla vyměněna také dlažba v jeho interiéru.
V kostele se nacházely varhany postavené pravděpodobně v roce 1669. V roce 1753 byl jejich opravou pověřen J. H. Neumann a v letech 1782 a 1804 Ambrož Augustin Tauchman. Na konci 19. století (roku 1895) získal kostel nový nástroj (6, 1), jejž vybudovalo varhanářství Rieger z Krnova.
Prostřednictvím projektu „Anděl pro Řasnici“, do kterého svými originálními výtvory přispěli například Alice Nellis, Jan Burian či David Vávra, probíhá výběr finančních prostředků na záchranu stavby.
Dne 18. září 2018 využili prostory kostela filmaři pod vedením režisérky Jitky Rudolfové, kteří zde točili pohádku Hodinářův učeň. Na záběrech natočených v kostele se objevuje třeba Viktor Preiss, ale také místní duchovní Šimon Hamza, jenž si zahrál oddávajícího faráře.